# Alfredo Magarotto
Alfredo Magarotto (ur. 16 lutego 1927 w Pernumia, zm. 22 stycznia 2021 w Rubano) – włoski duchowny rzymskokatolicki, biskup Chioggii w latach 1990–1997, biskup Vittorio Veneto w latach 1997–2003.

## Życiorys
Święcenia kapłańskie przyjął 9 lipca 1950. 22 lutego 1990 został mianowany biskupem Chioggii. Sakrę biskupią otrzymał 24 marca 1990. 31 maja 1997 został przeniesiony do diecezji Vittorio Veneto. 3 grudnia 2003 przeszedł na emeryturę.